# مسجد الجمعة (ديربان)
مسجد الجمعة (بالإنجليزية: Juma Masjid Mosque) هو مسجد يقع في مدينة ديربان إحدى محافظات كوازولو ناتال في جمهورية جنوب أفريقيا.

## التاريخ
في شهر أغسطس من عام 1881 اشترى أبو بكر أمود جفري والحاج محمد حاجي دادا الموقع الذي بني فيه المسجد في شارع غراي (يسمى اليوم شارع الدكتور يوسف دادو) بمبلغ 115 جنيه لبناء مسجد، وبالفعل بٌني هيكل المسجد الصغير من القليل من الطوب ومواد البناء، وفي وقت لاحق تم شراء الأرض المجاورة لتوسيع المسجد، وكان مسجد الجمعة أول مسجد يقام في مدينة ديربان، وأقدم وأكبر مسجد في نصف الكرة الجنوبي، للمسجد تصميم فريد من نوعه وشكل هندسي جميل، في عام 1884 وُسع المسجد وأُضيفت له سجادات صلاة لاستيعاب 200 مصلي، وحاليا يستوعب المسجد حوالي 6000 مصلي في وقت واحد.
في كل يوم جمعة في شارع غراي (والذي يعرف الآن باسم شارع الدكتور يوسف دادو) في ديربان، يضج المسجد بآلاف المسلمين المتوجهين للذهاب إلى المسجد لصلاة الجمعة، ويعرف المسجد أيضا باسم مسجد شارع غراي، وهو يمثل الآن المركز الروحي للمسلمين في مدينة ديربان، وكان المسجد قد بني في بدايات عام 1881 واكتمل بناؤه في بدايات العام 1930، وجنبا إلى جنب مع المسجد فقد بنيت أيضا مدرسة إسلامية والتي تدار من خلال المسجد، وفي وقت لاحق تم استبدال سلسلة المباني الأصلية القديمة مع وصول الهنود إلى مدينة ديربان في أواخر القرن التاسع عشر الميلادي، المسجد هو في الواقع سلسلة من مرتبطة من المباني والأروقة والممرات.

## البناء
في شهر أغسطس من عام 1881 اشترى أبو بكر أمود جعفري والحاج محمد حاجي دادا موقعا في شارع غراي (الذي يعرف الآن باسم شارع الدكتور يوسف دادو) من كيه موتسامي بمبلغ 115 جنيه، بنية بناء مسجد هناك، وتم البناء بالقليل من الطوب الصغيرة ومواد البناء ليتشكل هيكل المسجد المبدئي، وفي عام 1884 أعيد بناء هيكل المسجد الذي بني قبل ثلاث سنوات مما جعله أكبر في الحجم، وكان مسجد الجمعة أول مسجد بني في كوازولو ناتال، وفي شهر فبراير من عام 1884 اشترى أبو بكر أمود جعفري أرضا جديدة وضمها للمسجد ليمكن لمزيد من التوسع في المسجد.
في عام 1889 اشترى الحاج محمد حاجي دادا بصفته وصي باقي على قيد الحياة في شارع غراي (والذي يعرف الآن باسم شارع الدكتور يوسف دادو) المزيد من الأراضي المجاورة للمسجد بسبب الارتفاع السريع والمتزايد في عدد المصلين، وقد شيدت أول مئذنة للمسجد في شارع غراي في عام 1904، وفي الوقت نفسه تم بناء محلين إلى جانب المسجد لتوفير الدخل للصيانة، وتمت إضافة المئذنة الثانية إلى المسجد في عام 1905 وأضيفت عدة غرف ودورات للمياه ومرافق الاستحمام في الجزء الخلفي من المسجد للمسافرين، وبنيت الغرف أيضا للمؤذنين الذين يدعون المصلين للصلاة، ولكن جميع هذه المساكن تمت إزالتها عندما بُنيت مدرسة مسجد الجمعة لتكون مجاورة للمسجد، وكانت المأذنتين في وقت من الأوقات أعلى مبنى في مدينة ديربان، ثم أعيد بناء المسجد في عام 1927 بعد تصميم المهندسين المعماريين باين وباين، يعتبر المبنى مزيجا فريدا من الزخارف الإسلامية، وأضيفت المزيد من التمديدات والتعديلات في المسجد الواقع على شارع غراي وذلك في عام 1943 .

### الوقت الحالي
اليوم بناء المسجد هو بناء كبير يحتوي على مزيج من أنماط مختلفة من العمارة، وهناك جسر يمتد من مدرسة البنات المجاورة إلى سطح المسجد، ويتم استخدام السطح كمكان للصلاة خلال المهرجانات وكملعب خلال أيام الدراسة، نمط بناء المسجد هو نمط هندسي أساسا، فالنوافذ والأبواب والمداخل كلها مقوسة، كما أن المآذن والقبة مذهبة وتبرز فوق منطقة تجارية تعج بالحركة، ولكن داخل قاعة العبادة يشكل البناء الرخامي هو السمة العامة ويجنح للأناقة البسيطة.

## معرض صور

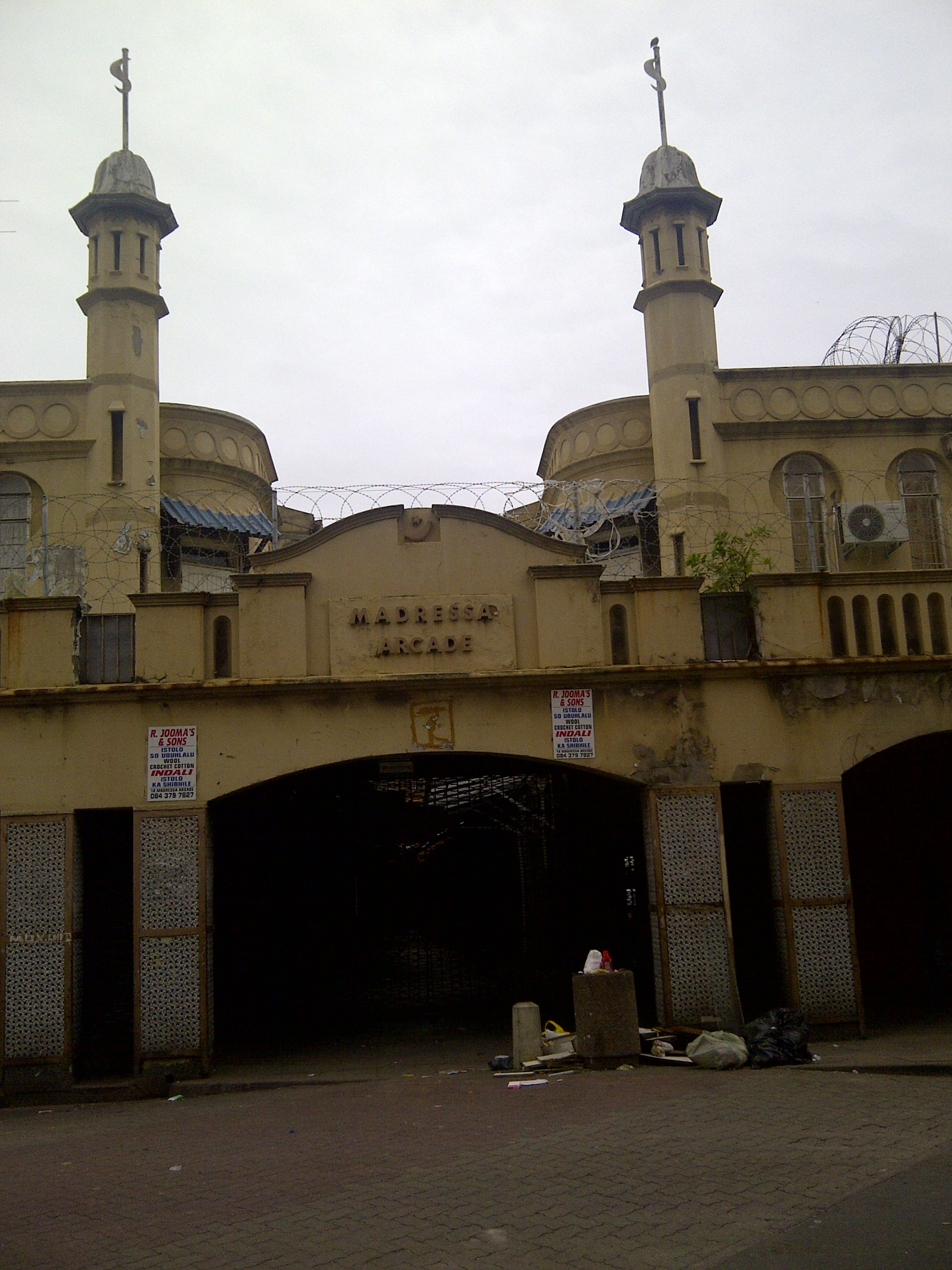
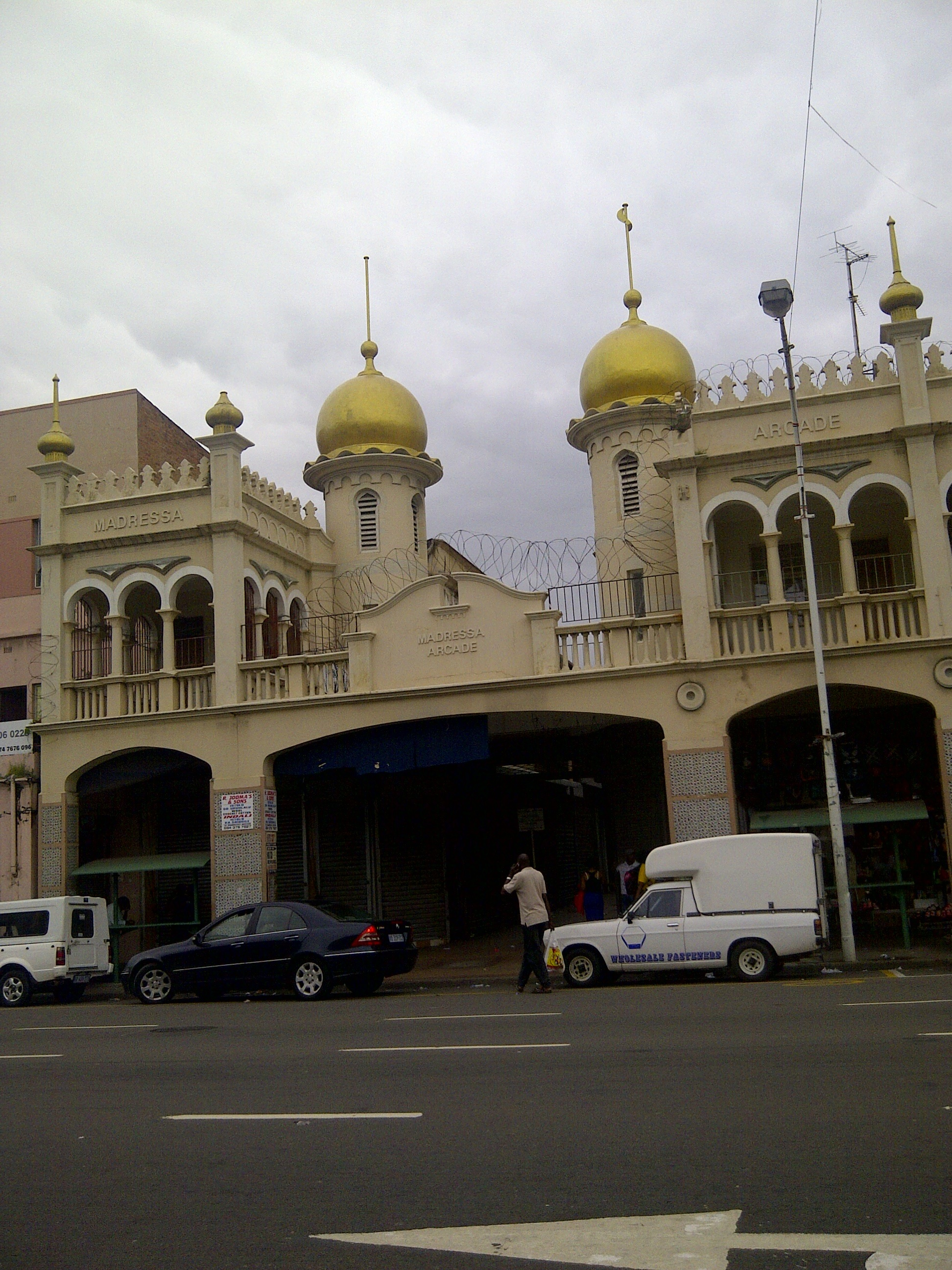
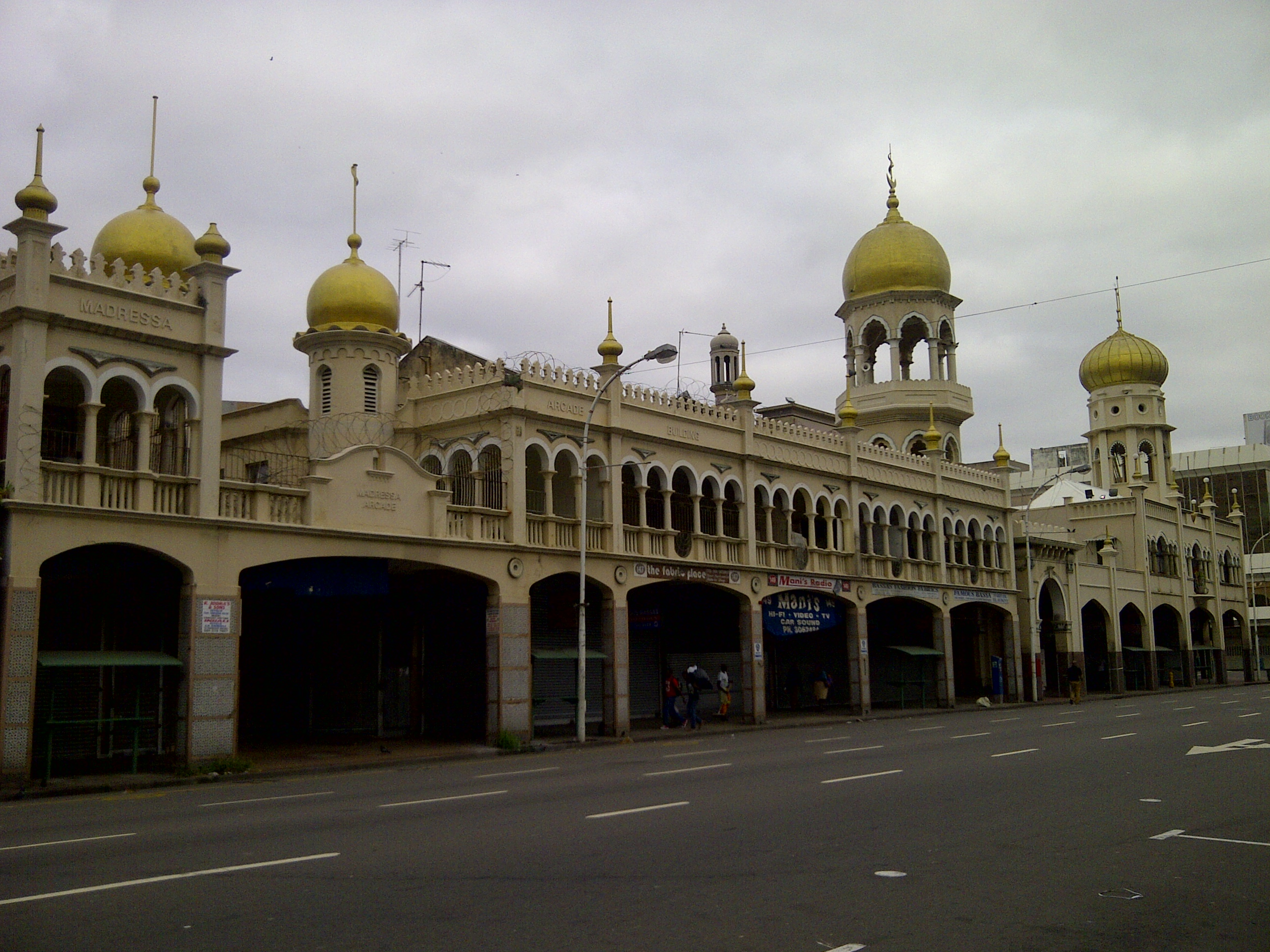
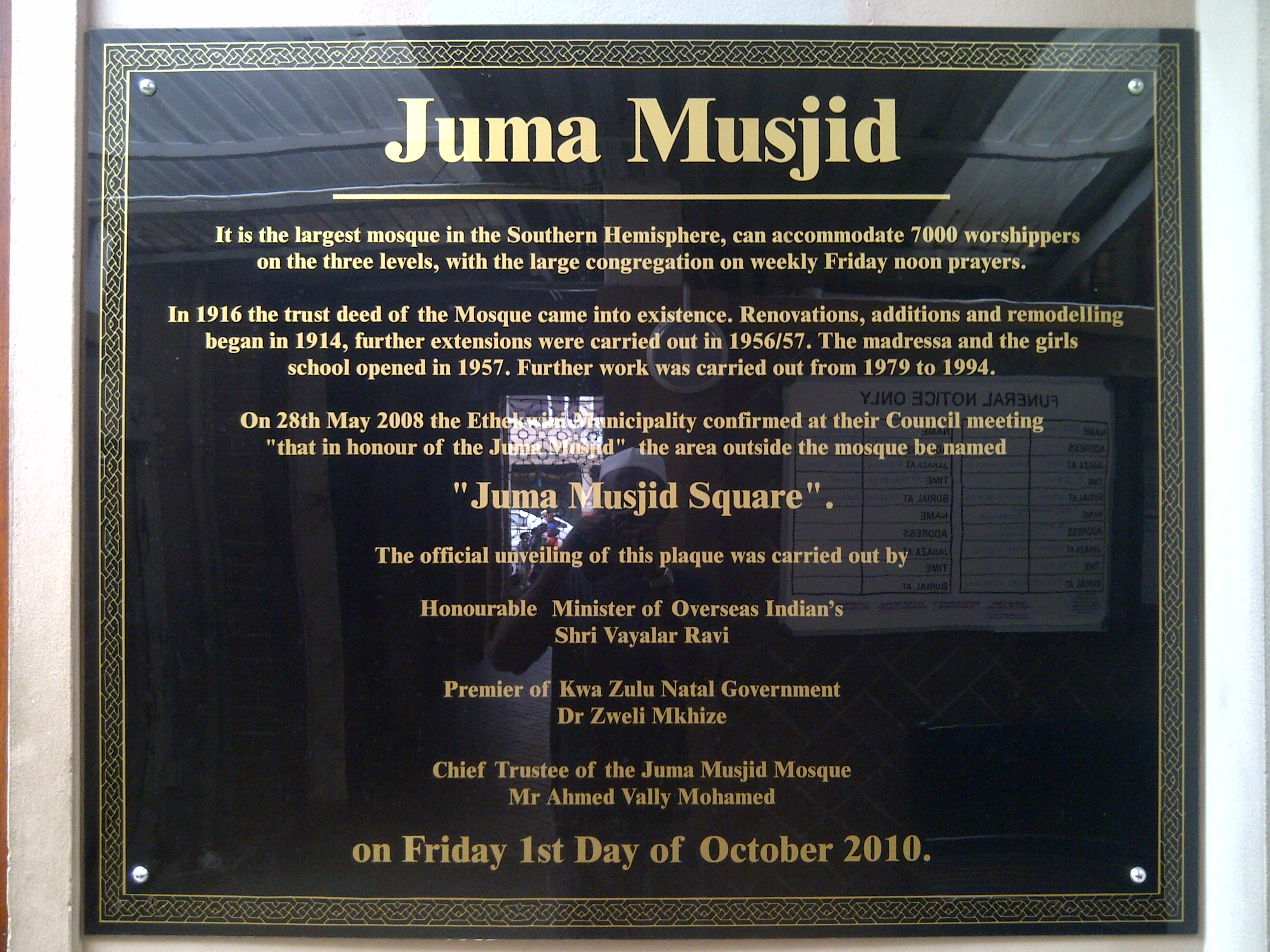